# Argja Bóltfelag
Argja Bóltfelag - in het kort AB - is een Faeröese voetbalvereniging uit de (in 1997 ingelijfde) zuidelijke stadswijk Argir van de hoofdstad Tórshavn. De vereniging is op 15 augustus 1973 opgericht.

## Mannen
Het nam al meteen in 1974 deel aan de competities van de FSF. Het speelde zijn thuiswedstrijden op de velden van HB en B36. In 1983 kreeg AB de beschikking over een eigen accommodatie in Argir. In 1998 volgde de aanleg van een kunstgrasveld.
In 2006 promoveerde AB voor het eerst naar de Meistaradeildin middels de tweede plaats achter divisiekampioen B71. In het seizoen 2007 degradeerde AB direct weer uit de hoogste klasse naar de 1. Deild om in 2008, opnieuw middels de tweede plaats achter divisiekampioen 07 Vestur, direct te promoveren. In 2009 wist de club zich te handhaven, maar in 2010 eindigde de club als tiende en laatste en volgde andermaal degradatie. In 2012 werd voor de derde keer promotie afgedwongen door als runner-up te eindigen achter 07 Vestur. In 2016 volgde degradatie, maar keerde een seizoen later weer terug. Hiermee is AB een echte liftploeg tussen de Meistaradeildin en de 1. Deild.
In 2020 wist de ploeg op de laatste speeldag nog een overwinning uit het vuur te slepen (4–0 tegen EB/Streymur) om zo als nog over Skála ÍF heen te gaan in de eindrangschikking. Deze negende plaats betekende promotie-/degradatiewedstrijden tegen B68. In het Tórsvøllur was na negentig minuten de stand 1-1, in de 119de minuut werd het lot van AB bezegeld: 2-3. Hiermee degradeerde het naar de 1. Deild.

### Eindklasseringen
| 4 |

| 4 |

| 1 |

| 4 |

| 3 |

| 4 |

| 2 |

| 9 |

| 2 |

| 6 |

| 10 |

| 3 |

| 2 |

| 7 |

| 8 |

| 8 |

| 9 |

| 1 |

| 9 |

| 7 |

| 9 |

| 3 |

| 8 |

| 9 |

| 6 |

| Niveau 1 | Niveau 2 | Niveau 3 |

Niveau 1 kende in de loop der tijd meerdere namen, meestal vanwege de hoofdsponsor. Zie Meistaradeildin#Competitie.

## Vrouwen
Het eerste vrouwenelftal van AB is een van de deelnemende clubs in de 1. Deild voor vrouwen. In 2009 werd de beker voor vrouwen gewonnen.